# Felixstowe Porte Baby
Il Felixstowe Porte Baby fu un idroricognitore a scafo centrale, trimotore e biplano progettato dall'ufficiale della Royal Navy John Cyril Porte, sviluppato nella Seaplane Experimental Station a Felixstowe, da cui il nome, e prodotto in serie dalla britannica May, Harden and May negli anni dieci del XX secolo.
Adottato inizialmente dal Royal Naval Air Service, componente aerea della marina militare britannica, dal novembre 1915 al 1918 fu il più grande idrovolante mai costruito e portato in volo nel Regno Unito, inoltre immagini storiche attestano il suo impiego nello sperimentare concetti come l'aereo composito e il caccia parassita.

## Utilizzatori
Regno Unito
- Royal Naval Air Service
- Royal Air Force

### Pubblicazioni
- (EN) J.M. Bruce, The Felixstowe Flying-Boats: Historic Military Aircraft No. 11 Part 1, in Flight, 2 dicembre 1955,  pp. 842-846.
- (EN) J.M. Bruce, The Felixstowe Flying-Boats: Historic Military Aircraft No. 11 Part 2, in Flight, 16 dicembre 1955,  pp. 895-898.
- (EN) J.M. Bruce, The Felixstowe Flying-Boats: Historic Military Aircraft No. 11 Part 3, in Flight, 23 dicembre 1955,  pp. 929-932.
- (EN) Colin Owers, The Porte Baby (PDF), in Cross & Cockade International, volume 46, Issue 2, Summer 2015.